# DIEBUSTER WEB RADIO TOP! LESS
DIEBUSTER WEB RADIO TOP! LESS（ダイバスターウェブラジオトップレス）とは音泉の火曜日枠で配信されていた、アニメ作品『トップをねらえ2!』のプロモーションを目的としたインターネットラジオ番組である。パーソナリティは作中でノノを演じる福井裕佳梨と、ニコラ役の岩田光央の2人。通称・ラジオトップレス。出張版（後述）もあった。

## 概要
- 2005年10月4日 開始。

収録は年末年始などの一部例外をのぞき、基本的に毎週木曜日1本録りで行われた。まことしやかな噂が流れたが、決して2本撮りではない
- 2007年
  - 3月27日 この日配信分（第76回）を以って当初予定分の番組終了。
  - 4月3日 この日配信分（第77回[2]）で配信終了。

## コーナー
今週の7文字
第37回配信分から始まったコーナー。
最終巻の発売前、アテレコ直後の回に岩田が感動のあまり番組中不用意に発言した「七文字」（『トップをねらえ!』/『トップをねらえ2!』の両作品で最後に出てくる「オカエリナサイ」の事）というものが何を意味していたのか、リスナーから色々と考えてもらうオープニングコーナー。
毎週「いかに無関係」な言葉だったのかをなかば競うものになっており、リスナーの投稿率がコーナー1という事態にもなった。
普通のお便り
リスナーからのメールを紹介する。番組の趣旨でもある『トップをねらえ2!』の話題が中心の筈だったコーナー。
だが、パーソナリティの日常生活ネタ、グルメネタで大半を占めることが多かった。
トップレスへの道
毎回、福井がトップレス（この「トップレス」とは『トップ2』に出てくるバスターマシンのパイロットを指す）になるためにリスナーから送られてきた様々なお題に挑戦する。
当初は「成功すると1トップ、失敗すると-1トップ」という加減点ルールだったが、後にその日のミキサー室のスタッフやゲストの気分で決まるようになった。また第6回配信分の放送中、「-10topごとに"極罰ゲーム"をする」と岩田は放送内で公言していた。
合計100トップになると番組からご褒美が貰えることになっており、福井の希望は「ビックリマンチョコ1年分」。
ちなみにマイナス100トップになると、福井が「正真正銘のトップレス」（ここでいうトップレスとは文字通り上半身裸の事。ただしニップレス付き）にならなければならないという設定だった。
第75回配信分でトータル100トップを獲得し、第76回配信分の終了間際に番組からのご褒美が公表されたが、それは「配信の1回延長」というものであった。これにより音泉版は正規配信分76回に特別延長1回を加え、作中で福井演じるノノことバスターマシン7号の「7並び」である77回の配信で終了ということになった。
いいんですか ○○
パーソナリティがリスナーから送られてきたイエス・ノークエスチョンに答えるコーナー。
福井が答えるコーナーでは、コーナータイトルはいいんですか社長～となる。
タイトル名は、第一回配信分中で、福井が岩田の下ネタ攻撃に耐えられず思わず発した言葉に由来。
一方岩田が答えるコーナーでは、コーナータイトルはいいんですか 里花子さん!となる。
なお、「里花子さん」とは岩田の妻で声優の愛河里花子のこと。
ゲストがあった場合、パーソナリティからゲストに質問する「いいんですか××」が特設される場合もあった。
なぜならば!
リスナーから送られてくる疑問に福井が「なぜならば～」で答えるコーナー。
今週のアルカリ星
福井が第2回配信分でしてしまった「得意な言葉はアルカリ星語」という発言から出来上がってしまったコーナー。
福井の出身であるという「アルカリ星」の設定を考えるコーナー。
バスターイグニッション
岩田がやっている他局の番組に真似た、メールを格好良く読むコーナー。

## 雑記
- 本来30分番組であるが、一度として収まっていない。
  - 第7回配信分の放送で「頑張って時間を縮めよう」と宣言したが、ほんの数分で撤回。以来30分で収めようという気が無くなったと思われ、オープニングでも「宇宙怪獣から世界を救う30分以上!」と発言、最終的にはそれすらも形骸化した。
  - 記録上、正規配信分で最短だったのは第6回配信分の49分39秒。逆に最長の放送となったのは第53回分配信の59分59秒。但しオマケ放送の77回配信分では1時間16分59秒と1時間越えを果たす。
- ネット投票で火曜日のネットラジオの1位を獲得した。
- 第48回（『トップをねらえ2!』第6巻発売直後）放送で、発売された『トップをねらえ2!』最終巻の内容について相方の福井が止めたにもかかわらず、岩田がネタバレとなるメールを何通も読んでしまう。結果、未視聴だったリスナーより非難、苦情のメールが殺到し、翌第49回配信分の放送（収録としても翌回）冒頭で放送スタッフ共々平謝りすることとなった。
- トップレスへの道といいんですか ○○は基本的には毎週行うコーナーだが、ふつおたのコーナーが盛り上がる、ゲストのトークが予定をオーバーする等の理由により時間が圧してしまった場合、いずれかもしくは両方のコーナーが休止になる事があった。一方、コーナーそのものが無い場合でも、「トップレスへの道」導入部分の小芝居だけはオンエアされることが多かった。
- 2007年3月5日配信分の放送で残り3回の配信で番組終了である事を告知。
- 2007年3月27日配信分（正規放送最終回分）で福井は最終回という事で泣きまくり、「キャララジオ版」ではSEで消された「鼻をかむ音」を公開する事となった。
  - しかし番組中の最後で、「トップへの道」コーナーで福井が100トップを獲得したご褒美としての番組配信1回延長が公表され、合計77回放送となる。
- 第77回配信分はガイナックスの佐藤が「独断で話を進めた」ものであると同回の中で述べている。それによれば「自分以外誰も知らない」状態であり、本社でも知る者が無い状態で進行していたとの事で「上で揉めた場合この放送は無い」という事も述べている。

## ゲスト
配信分の放送中で出演があったのは以下の通り。
- 第12回放送（2005年12月20日配信） 田中公平（音楽担当）
- 第17回放送（2006年1月31日配信） 榎戸洋司（脚本担当）
- 第27回放送（2006年4月11日配信） okama（フューチャービジュアル）
- 第44回放送（2006年8月8日配信） 鶴巻和哉（原案・監督）
- 第51・52回放送（2006年9月26日・10月3日配信） 坂本真綾（ラルク役）
- 第77回放送（2007年4月3日配信） 山本健司（音泉スタッフ）/佐藤裕紀（GAINAXプロデューサー）

但し、鶴巻や榎戸、是空とおる、okamaは数度、上記の他に立会等としてミキサールームに居た事がある。

## 他サイトへの展開
- 2006年8月オン・セールとなる『トップをねらえ2!』最終巻にあわせた企画として、キャララジオの同年7月の企画コーナーにて「DIEBUSTER WEB RADIO TOP! LESS キャララジオ出張版」を配信。4週目のみ2回分の変則ながら5回分（各回概ね30分）の配信をおこなう。
  - 第1回：ゲスト ユング・フロイト役 川村万梨阿
  - 第2回：ゲスト なし
  - 第3回：ゲスト タカヤ・ノリコ役 日髙のり子
  - 第4回前編：ゲスト オオタ・コウイチロウ(コーチ)役 若本規夫
  - 第4回後編：ゲスト アマノ・カズミ役 佐久間レイ

## WEBラジオ以外へのリソースの展開
第23回配信分の「トップレスへの道」の挑戦で、福井は罰ゲームで「熱血戦隊バスター軍団のテーマ」を即興で作詞作曲を行った。これを原形とした曲が24回配信分の放送ではバックがついた状態で公開される。そしてその後、この曲の「二番」がGAINAXの企画「WEBメッセージキャンペーン」で公開された。但し同キャンペーンの聴視可能リソースでは曲の二番の冒頭しか聞くことができなかった。

## 註
1. ↑  77回配信分中でヤマケンの1回録りの発言あり
2. ↑  番組中では「オマケ放送」と表現